# Sulejman Maliqati
Sulejman Maliqati (Kavaja, 1928. augusztus 1. – 2022. október 5.) válogatott albán labdarúgó, kapus.

## Pályafutása

### Klubcsapatban
1947 és 1950 között a Besa Kavajë, 1950 és 1964 között a Partizani Tirana labdarúgója volt. A Partizani csapatával hét albán bajnoki címet és négy kupagyőzelmet ért el.

### A válogatottban
1950 és 1963 között öt alkalommal szerepelt az albán válogatottban.

## Sikerei, díjai
Partizani Tirana
- Albán bajnokság
  - bajnok (7): 1954, 1957, 1958, 1959, 1961, 1962–63, 1963–64[4]
- Albán kupa
  - győztes (4): 1957, 1958, 1961, 1964

## Statisztika

### Mérkőzései az albán válogatottban
| Albánia | Albánia              | Albánia                          | Albánia      | Albánia  | Albánia  | Albánia            | Albánia | Albánia |
| #       | Dátum                | Helyszín                         | Hazai        | Eredmény | Vendég   | Kiírás             | Gólok   | Esemény |
| ------- | -------------------- | -------------------------------- | ------------ | -------- | -------- | ------------------ | ------- | ------- |
| 1.      | 1950. szeptember 24. | Budapest, Megyeri úti stadion    | Magyarország | 12 – 0   | Albánia  | barátságos         | -       |         |
| 2.      | 1958. május 1.       | Tirana, Qemal Stafa Stadion      | Albánia      | 1 – 1    | NDK      | barátságos         | -       |         |
| 3.      | 1963. június 2.      | Tirana, Qemal Stafa Stadion      | Albánia      | 0 – 1    | Bulgária | olimpiai selejtező | -       |         |
| 4.      | 1963. június 16.     | Szófia, Levszki Stadion          | Bulgária     | 1 – 0    | Albánia  | olimpiai selejtező | -       |         |
| 5.      | 1963. június 29.     | Koppenhága, Idrætsparken Stadion | Dánia        | 4 – 0    | Albánia  | NEK-selejtező      | -       |         |
|         | Összesen             |                                  |              | 5        | mérkőzés |                    | 0       | gól     |